# Zizur Mayor
Zizur Mayor (baskisch: Zizur Nagusia) ist eine Gemeinde in Navarra in Spanien. Zizur Mayor hat 16.124 Einwohner (Stand: 2024) und ist damit der sechstgrößte Ort von Navarra.
Sie gehört nicht mehr zur Nachbargemeinde Cendea de Cizur, trotz der geografischen und toponymischen Nähe. Sie wurde 1992 von ihr getrennt. Sie befindet sich in der gemischten Zone der Region, in der einige Dienstleistungen und die Verwaltung auf Spanisch und Baskisch sind. Sie liegt 5 km südwestlich von Pamplona.
Der Camino Navarro des Jakobsweges verläuft für kurze Zeit an ihrem südlichen Rand durch sein Gebiet. Die Autovía A-12 führt durch die Gemeinde.

## Persönlichkeiten
- César Azpilicueta (* 1989), Fußballspieler